# Appenzelleri hegyesbóbitás

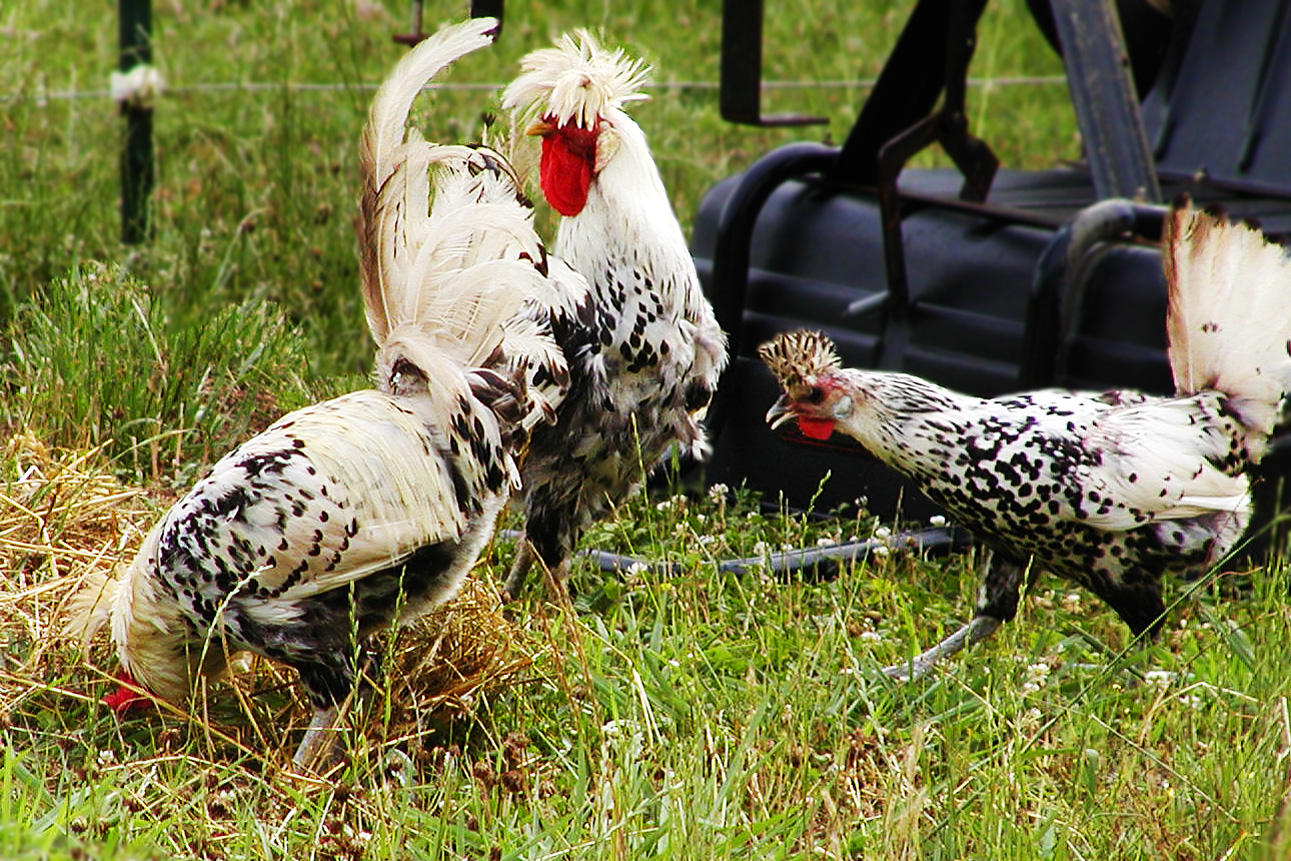
Appenzelleri hegyesbóbitás csapat.

Az appenzelleri hegyesbóbitás egy Svájcból származó tyúkfajta, melyet hazájában geszersnepfi vagy tsüperli néven is szoktak emlegetni.

## Fajtatörténet
A fajtát először 1952-ben jegyezték fel hivatalosan, de állítólag már a 15. században tenyésztették az Alpok környékén. Felmenői közé sorolják a brabanti tyúkot, egy régi holland fajtát, és két francia fajtát (La Flèche és Crèvecœur). Tenyésztésüket a fogyatkozásuk miatt felvállalta a ProSpecieRara és nyilvántartásukban legalább 19 tenyészcsoportot tart nyilván.

## Fajtabélyegek, színváltozatok
Háta közepesen hosszú a testhez viszonyítva, legmélyebb pontja a farktőnél van. Farktoll telt, szélesen legyezős. Melltájék ívelt, kissé fenntartott, izmos. Szárnyak hosszúak, fenntartottak. Fej közepes nagyságú, tipikus koponyamagaslattal és előrehajló hegyesbóbitával. Arca piros, csőre erős, lehetőleg palakék legyen! Taraj szarvtaraj típus. Füllebenye közepes nagyságú, kékes-fehér. Toroklebeny közepesen hosszú. Nyak közepesen hosszú, hajlott. Csüd finom csontozatú, kék színű.
Színváltozatok: fekete, kék, ezüst, fehér, fehér (ezüst) feketén pettyezett, arany feketén pettyezett.

## Tulajdonságai
Ezek a relatív kicsi, harang alakú vidékies tyúkok nagyon mozgékonyak. Feltűnő bélyege a hegyesbóbita. Különlegességük a szarvtaraj. Tartásuknál nagy kifutóra van szükségük. Nincs törpe változatuk.
A tenyésztők afféle vörös listára sorolják, mint fogyatkozóban lévő, veszélyeztetett régi házi tyúkfajtát.
| Általános tulajdonságok: | Általános tulajdonságok:              |
| ------------------------ | ------------------------------------- |
| Súlya                    | kakas 1,8 - 2,2 kg, tojó 1,8 - 2,2 kg |
| Gyűrűmérete              | kakas 16, tojó 15                     |
| Tenyésztojás tömege      | 55 g                                  |
| Tojáshéj színe           | fehér                                 |
| Éves tojáshozama         | 150 db                                |